# Jorge Schussheim
Jorge Schussheim (Buenos Aires, 31 de octubre de 1940 - Ib., 17 de julio de 2020) fue un músico, letrista, escritor, libretista, actor, chacarero, cocinero, humorista, director de coro (de música renacentista), y publicitario (publicista) argentino.

## Biografía
En su juventud ―desde fines de los años cincuenta y a lo largo de los sesenta― estudió Medicina, Antropología y Geología en la Universidad de Buenos Aires.
En los años sesenta participó en espectáculos del Instituto Di Tella (en Buenos Aires) y fue integrante de I Musicisti, grupo musical humorístico predecesor a Les Luthiers. Con este grupo representó Imyloh (‘I Musicisti y las óperas históricas’, en la que también creó la coreografía) y ¿Música? Sí, claro (en la que tuvo a cargo la concepción del espectáculo).
Fue uno de los autores de los libretos del programa del humorista Tato Bores.
En 1970 editó el álbum de canciones No todo va mejor con...
Tuvo su propia agencia de publicidad. Creó decenas de publicidades recordadas, entre las que se encuentran «No va andar», del Añejo W, o «Estúpido-estúpida» del licor Tía María. También fue el responsable de la controvertida campaña «Dame otra piña» para la bebida American Club (1985).
Creó y cantó unas doscientas canciones, como «Coca Cola refresca mejor» y «Confesiones junto al Sena», más conocida como «El culo me pesa».
Guionista de comedias musicales y revistas para Tato Bores.
Adaptó obras teatrales para su esposa, la directora Lía Jelín, como Dios mio (de Anat Gov), Toc-toc y El rey se muere.
Escribió la obra Juan Moreira Supershow, con Pedro Orgambide. Escribió el libro Todo al costo y Memoria sin balance.
En el 2000 publicó su autobiografía, Todo al costo.
Era dueño del restaurante Big Mamma, en Buenos Aires. Allí todos los sábados presentaba, con Ismael Hasse, la obra El pescado original.

## Obras de teatro
- Dios mío (versión).
- El cabaret de los hombres perdidos (adaptación).
- El rey se muere (adaptación).
- Toc toc (adaptación).
- Relojero (adaptación, versión).
- Viejitos chotos (música original).
- Rosa Fontana Peinados (adaptación, música original).
- La radio esta servida (escrito por Myrtha Schalom sobre textos de Jorge Schussheim).
- Antígona (música).

## Vida privada
Su apellido materno era Basewicz. Vivía en el barrio de Núñez, en Buenos Aires. Primo de la artista plástica Renata Schussheim (1949-). Estaba casado con la coreógrafa, directora y actriz Lía Jelín. Tienen un hijo (1973-).